# خوآن مارتین دل پوترو
خوآن مارتین دل پوترو (به اسپانیایی: Juan Martín del Potro) (زاده ۲۳ سپتامبر ۱۹۸۸ - تاندیل) تنیس‌باز اهل کشور آرژانتین است.
وی قهرمان مسابقات تنیس آزاد آمریکا در سال ۲۰۰۹ و برنده مدال برنز، المپیک لندن ۲۰۱۲ و مدال نقره، المپیک ریو ۲۰۱۶ بوده است، بهترین رتبه وی در رتبه‌بندی جهانی تنیس ۳ (سپتامبر ۲۰۱۸) بوده است.